# Венская кофейня
Торт захер, яблочный штрудель, торт добош, торт эстерхази, кекс гугельхупф — стоит только услышать любое из этих названий, как на ум сразу же приходит Вена.
Венская кофейня (нем. Wiener Kaffeehaus) — традиционное предприятие общественного питания в Вене, до сих пор играющее значительную роль в культуре австрийской столицы. В Вене насчитывается более 1100 кафе различных видов, почти 1000 эспрессо-баров и 200 кафе-кондитерских. В октябре 2011 года ЮНЕСКО включила кофейные традиции Вены в список нематериального культурного наследия: «Типичными для венских кофеен являются мраморные столики, на которых сервируют кофе, стулья Thonet, ложи, газетные столики и детали интерьера в стиле историзма. Кофейни — это место, где потребляют время и пространство, но в счёт включают только кофе».

## История
Первую кофейню в Вене открыл в 1683 году польский переводчик Юрий Франц Кульчицкий. Но период расцвета венских кофеен наступил гораздо позже, и культура потребления кофе в Вене ассоциируется напрямую с турецкими обычаями. Самые красивые и известные кофейни появились в Вене во второй половине XIX века, когда город переживал эпоху стремительных преобразований. На застраивавшейся тогда парадной Рингштрассе кофейни были изначально включены в проект. Первой из них стало кафе «Шварценберг», открывшееся на Рингштрассе в 1867 году напротив площади Шварценбергплац. В 1970-е годы кофейни в Вене оказались на грани выживания: тогда казалось, что такая форма времяпрепровождения исчерпала себя. Но кризис был преодолён в 1980-е годы, и кофейни уверенно процветают по настоящее время.
Венский «кофейный менталитет» с его богатыми традициями не приемлет культуру предприятий самообслуживания, таких, как Starbucks. В венских кофейнях посетители остаются надолго, чтобы, запивая кофе водой из стаканчика, спокойно почитать газеты в одиночку или встретиться для общения с друзьями. Писатель Петер Альтенберг охарактеризовал кофейню как «не дома, но и не на свежем воздухе». Стефан Цвейг в своей автобиографии «Вчерашний мир» называет венскую кофейню «просветительским центром», где можно было узнать все новости, демократическим клубом, где «кто угодно, потратив гроши на чашечку дешёвого кофе может сидеть часами, спорить, писать, играть в карты, получать почту, просматривать любые газеты и журналы». Европейская литература и журналистика во многом обязаны своим расцветом именно венским кофейням. При нацистах венские кофейни служили убежищем для инакомыслящих.
В летний сезон венские кофейни открывают шанигартены со столиками под открытым небом. Почти у каждого венца есть своя любимая кофейня, где он числится в завсегдатаях и знаком с официантами. Кроме того, каждая именитая венская кофейня обзавелась традиционной клиентурой из определённых социальных или профессиональных кругов. В кафе «Айлес» собираются представители мира искусств из Йозефштадта, чиновники из мэрии предпочитают кафе «Слука» под аркадами ратуши. Венские чехи встречаются в «Гавелке». «Гринштайдль» облюбовали литераторы, а политики и представители бизнеса — «Ландтман». Звёзд венской театральной сцены можно увидеть в кафе «Шперль» или «Музеум». Иностранцы, постоянно проживающие в Вене, предпочитают кафе «Европа» на Грабене. Кафе при отеле «Захер» — обязательный пункт программы посещения австрийской столицы для туристов.